# 哈迪·拉梅切
哈迪·拉梅切（El Hadi Laameche，1990年3月5日—）是阿爾及利亞田徑運動員，主攻長跑項目。他曾於阿爾及爾國際馬拉松跑出第五名的成績。

## 外部連結
- 哈迪·拉梅切在的頁面